# Arabian Prince
Kim Renard Nazel (født 17. juni 1965 i Compton, Californien), bedre kendt under sit kunstnernavn Arabian Prince, er en amerikansk rapper, musikproducer og discjockey. Han er bedst kendt som en af grundlæggerne af gangsta rap-gruppen N.W.A.
Nazel optrådte kun på ét enkelt nummer fra gruppens debutalbum Straight Outta Compton. Han forlod gruppen kort efter for at fokusere på en solokarriere.